# Rubi (football)
Pour les articles homonymes, voir Rubi.
Joan Francesc Ferrer Sicilia, dit Rubi, né le 5 février 1970 à Vilassar de Mar (province de Barcelone, Espagne), est un footballeur espagnol devenu entraîneur.

## Biographie
Après un modeste parcours de footballeur amateur, Rubi a notamment emmené le Girona FC à la finale des play-offs de la deuxième division espagnole en 2013, perdue 4-0 face à l'UD Almería.
Courtisé par Pep Guardiola qui voulait l'emmener au Bayern Munich, Rubi décide de signer un contrat avec le FC Barcelone en juin 2013. Il devient le deuxième entraîneur adjoint du FC Barcelone, aux côtés de Jordi Roura, après avoir accepté la proposition de Tito Vilanova.
Le 3 juin 2014, il signe un contrat d'entraîneur avec le Real Valladolid, relégué en deuxième division espagnole à la fin de la saison 2013-2014, pour une durée de deux ans.
En octobre 2015, il est nommé entraîneur du Levante UD (D1) à la place de Lucas Alcaraz. Il ne parvient pas à sauver l'équipe de la relégation en D2 et il est remplacé au terme de la saison par Juan Ramón López Muñiz.
En janvier 2017, il prend la succession d'Abelardo au poste d'entraîneur du Sporting de Gijón (D1) alors que le club occupe une place de relégable.
En juin 2017, il devient officiellement entraîneur du SD Huesca (D2) et succède ainsi à Juan Antonio Anquela.
Le 21 mai 2018, Huesca monte en première division pour la première fois de son histoire.
En juin 2018, Rubi rejoint le club de l'Espanyol de Barcelone. Après une bonne saison 2018-2019 qui voit l'Espanyol terminer à la septième place qualificative pour la Ligue Europa, Rubi quitte le club le 6 juin 2019 pour rejoindre le Betis Séville, où il succède à Quique Setién. Il est limogé du Betis le 21 juin 2020.